# Страх Рейн
«Страх Рейн» — американський психологічний трилер 2021 року, написаний і знятий Кастілією Лендон. У головних ролях: Кетрін Гейґл, Медісон Айсмен, Ізраель Бруссар, Ежені Бондюран і Гаррі Коннік-молодший. У Сполучених Штатах 12 лютого 2021 року фільм отримав обмежений прокат у кінотеатрах Lionsgate.
Фільм розповідає про дівчину, Рейн, яка живе з шизофренією та бореться з жахливими галюцинаціями, оскільки починає підозрювати, що її сусідка викрала дитину. Єдина людина, яка вірить Рейн, — це Калеб — хлопець, в існуванні якого дівчина навіть не впевнена.

## У ролях

### Головні
- Медісон Айсмен — Рейн Берроуз
- Ізраель Бруссар — Калеб
- Гаррі Коннік-молодший — Джон Берроуз, батько Рейн
- Кетрін Гейґл — Мішель Берроуз, мати Рейн
- Ежені Бондюран — Дені МакКоннелл, сусідка

### Другорядні
- Гадсон Роджерс — Малія
- Енука Окума — Геллен
- Юлія Васі — Алекса
- К'яра Д'амброзіо — Лінда
- К'яра Д'амброзіо — Сінда
- Ліндсей Лемб — Кем
- Браян Янг — доктор Янг

## Сюжет
17-річна Рейн Берроуз страждає на ранню шизофренію та потрапляє до лікарні після приступу психозу. Пізніше дівчина розповідає своєму терапевту, що не приймала призначені раніше ліки, оскільки ефект від них заважав її здатності малювати.
Мати й батько Рейн — Мішель і Джон — дуже підтримують свою доньку. Але коли вона повертається до школи, від неї відмовляються друзі, що висміюють її хворобу. Попри це дівчину помічає новий хлопець Калеб, з яким вона надалі поводить багато часу.
Одного разу вночі під час поганого сну Рейн бачить видіння, як її вчителька пані МакКоннелл (яка також є її сусідкою) танцює з маленькою дитиною. Рейн прокидається й дивиться крізь вікно своєї спальні на горищне вікно пані Макконнелл і бачить, як дитина швидко зникає з поля зору. Наступного ранку Рейн з батьком відвідують пані Макконнелл, і вона дозволяє їм обшукати горище. Берроузи не знаходять нічого, крім ляльок і манекенів, які, як стверджує пані Макконнелл, належали її покійній бабусі. Рейн розповідає Калебу про те, що бачила, і він вірить їй.  Пізніше вони проникають до будинку вчительки, щоб знайти дівчину, але їм це не вдається.
Рейн і Калеб шукають зниклих дітей в Інтернеті й натрапляють на зниклу дівчину на ім'я Малія, яка, за словами Рейн, виглядає так само, як дівчина, яку вона бачила на горищі. Пізніше Калеб дізнається про хворобу дівчини. Своєю чергою Мішель, її мати, починає сумніватися, чи Калеб справжній або ж він всього лише плід уяви Рейн.
Згодом Рейн і Калеб знову намагаються обшукати будинок пані Макконнелл, але вона чує, як вони розбивають вікно, і викликає поліцію. Джон, батько Рейн, свариться з донькою, наполягаючи на тому, щоб вона прийняла дозу своїх ліків. Рейн глузує з нього, запихаючи кілька своїх пігулок собі в рот — Джон намагається змусити її виплюнути їх, але дівчина кусає його за палець. Після цього Джон дає доньці ляпаса.
Наступного вечора Рейн і Калеб вперше цілуються у її вітальні. Мішель дивується, адже отримує підтвердження, що Калеб справжній, але після розмови дівчини з матір'ю хлопець раптово йде й залишає Рейн саму. Наступного дня в школі Рейн бачить, що Калеба немає, і починає вважати, що вона насправді лише вигадала його у своєму розумі. Рейн йде до своєї терапевта, якого не було на місці. Рейн повертається додому, де переживає психічний зрив. Мішель намагається її втішити, але Рейн влаштовує бійку. Тоді Джон, її батько, розповідає, що насправді мати Рейн Мішель померла три роки тому, а її присутність у будинку весь цей час була лише уявою Рейн.
В істериці Рейн знову вривається в дім пані Макконнелл і проводить подальше обстеження горища. Вона бачить свою матір і розмовляє з її духом. У той же час міс Макконнелл приходить додому й сідає вечеряти. Коли Рейн намагається вислизнути з будинку, вона помічає, що двері в підвал наразі зачинені, але дівчина розуміє, що може вкрасти ключі та відімкнути двері.
Після проникнення в підвал, Рейн знаходить Малію, зниклу дівчинку, замкненою в клітці. Коли вони чують, що пані Макконнелл спускається для перевірки того, що відбувається в підвалі, Рейн вирішує сховатися в клітці з Малією.  Пані МакКоннелл знаходить її і каже дівчині, що хоче допомогти їй і не буде повідомляти про неї в поліцію, і що Малія не справжня, а лише галюцинація. Рейн не знає, у що вірити, але в цей момент з'являється Калеб і приборкує пані Макконнелл, даючи Рейн та Малії шанс втекти. У той же час з'являється Джон і підтверджує Рейн, що Малія справжня і що Рейн увесь час була права. Потім Калеб виходить із гаража, і також підтверджується, що він справжній.
За кілька тижнів після цього Рейн відновлюється — нові ліки діють, а кількість галюцинацій зменшується. Тоді ж Рейн з батьком відвідують могилу Мішель. Пізніше, коли Рейн засинає у своїй кімнаті, у своєму видінні вона бачить свою маму, яка лежить біля неї, запевняючи, що назавжди залишиться з Рейн в її пам'яті.